# Чень Вейлін
Чень Вейлін  (кит.: 陈苇绫, 4 січня 1982) — тайванська важкоатлетка, олімпійська медалістка.

## Виступи на Олімпіадах
| Олімпіада  | Дисципліна | Місце |
| ---------- | ---------- | ----- |
| Афіни 2004 | до 48 кг   | 11    |
| Пекін 2008 | до 48 кг   | 1     |
| Ріо 2016   | до 48 кг   | 7     |